# 罗伯特·佩里 (帆船运动员)
罗伯特·佩里（英語：Robert Perry，1909年5月4日—1987年4月3日），英国男子帆船运动员。他曾代表英国参加1952年和1956年夏季奥林匹克运动会帆船比赛，其中1956年奥运会获得一枚银牌。